# Jean Gallice
Jean Gallice (Bordeaux, 13 maggio 1949) è un ex calciatore francese, di ruolo centrocampista.

## Carriera

### Nazionale
Ha collezionato sette presenze con la propria Nazionale.

## Palmarès

### Allenatore
- Campionato europeo Under-19: 1

2005